# 555
555 foi um ano comum do século VI que teve início e terminou a uma sexta-feira, segundo o Calendário Juliano. A sua letra dominical foi C.
| Ano completo                       |
| ---------------------------------- |
| Ano comum com início à sexta-feira |

## Mortes
- Teodebaldo - rei de Metz, Reims ou Austrásia
- 7 de Junho - Papa Vigílio (Bispo de Roma)